# جی اولیوا
جی اولیوا (انگلیسی: Jay Oliva) یک کارگردان فیلم‌های پویانمایی اهل ایالات متحده آمریکا است. او در استودیوی انیمیشن‌سازی برادران وارنر کار می‌کند.